# Ricla
Ricla ist eine Kleinstadt und eine Gemeinde (municipio) mit 2.949 Einwohnern (Stand: 2024) im Zentrum der Provinz Saragossa in der Autonomen Region Aragonien im Nordosten Spaniens.

## Lage und Klima
Der Ort Ricla liegt auf dem Westufer des Río Jalón gut 55 km (Fahrtstrecke) südwestlich der Provinzhauptstadt Saragossa in einer Höhe von ca. 364 m. Das Klima ist gemäßigt bis warm; der eher spärliche Regen (ca. 365 mm/Jahr) fällt übers Jahr verteilt.

## Bevölkerungsentwicklung
| Jahr      | 1857  | 1900  | 1950  | 2000  | 2017  |
| Einwohner | 2.169 | 2.480 | 2.800 | 2.083 | 2.894 |

Trotz zunehmender Trockenheit, der Mechanisierung der Landwirtschaft, der Aufgabe von zahlreichen bäuerlichen Kleinbetrieben und des daraus resultierenden geringeren Arbeitskräftebedarfs auf dem Land ist die Zahl der Einwohner seit dem 19. Jahrhundert im Wesentlichen konstant geblieben, wozu auch die verkehrstechnische Anbindung an den Großraum Saragossa beigetragen hat.

## Wirtschaft
Die Einwohner des Ortes waren jahrhundertelang im Wesentlichen Selbstversorger; Lebensmittelgeschäfte oder Märkte gab es nicht bzw. nur selten. Auch die wenigen Händler, Handwerker und Dienstleister versorgten sich im Wesentlichen selbst mit allem Lebensnotwendigen. Erst durch die Verbesserung der Infrastruktur in der zweiten Hälfte des 20. Jahrhunderts verbesserte sich die Situation.

## Geschichte
Aus der Zeit um 500 v. Chr. gibt es Hinweise auf eine nahegelegene keltiberische Besiedlung, die mit dem von den Römern textlich überlieferten Ort Nertobriga oder Nertobris in Verbindung gebracht wird. In römischer Zeit lag der Ort nahe der Verbindungsstraße von Emerita Augusta (Mérida) über Augusta Bilbilis (Calatayud) nach Caesaraugusta (Saragossa). Im 8. Jahrhundert wurde die Gegend von arabisch-maurischen Heeren überrannt, die Saragossa zur Provinzhauptstadt des Emirats (später Kalifats) von Córdoba erkoren. Während dessen Zerfall machten sich die hiesigen Provinzgouverneure unabhängig und gründeten das Taifa-Königreich von Saragossa (1018–1110). Wenige Jahre später (1118) konnten die Mauren unter Alfons I. von Aragón nach Süden abgedrängt werden (reconquista). Im Hoch- und Spätmittelalter wechselte die Kleinstadt wiederholt den Grundherrn.

## Sehenswürdigkeiten

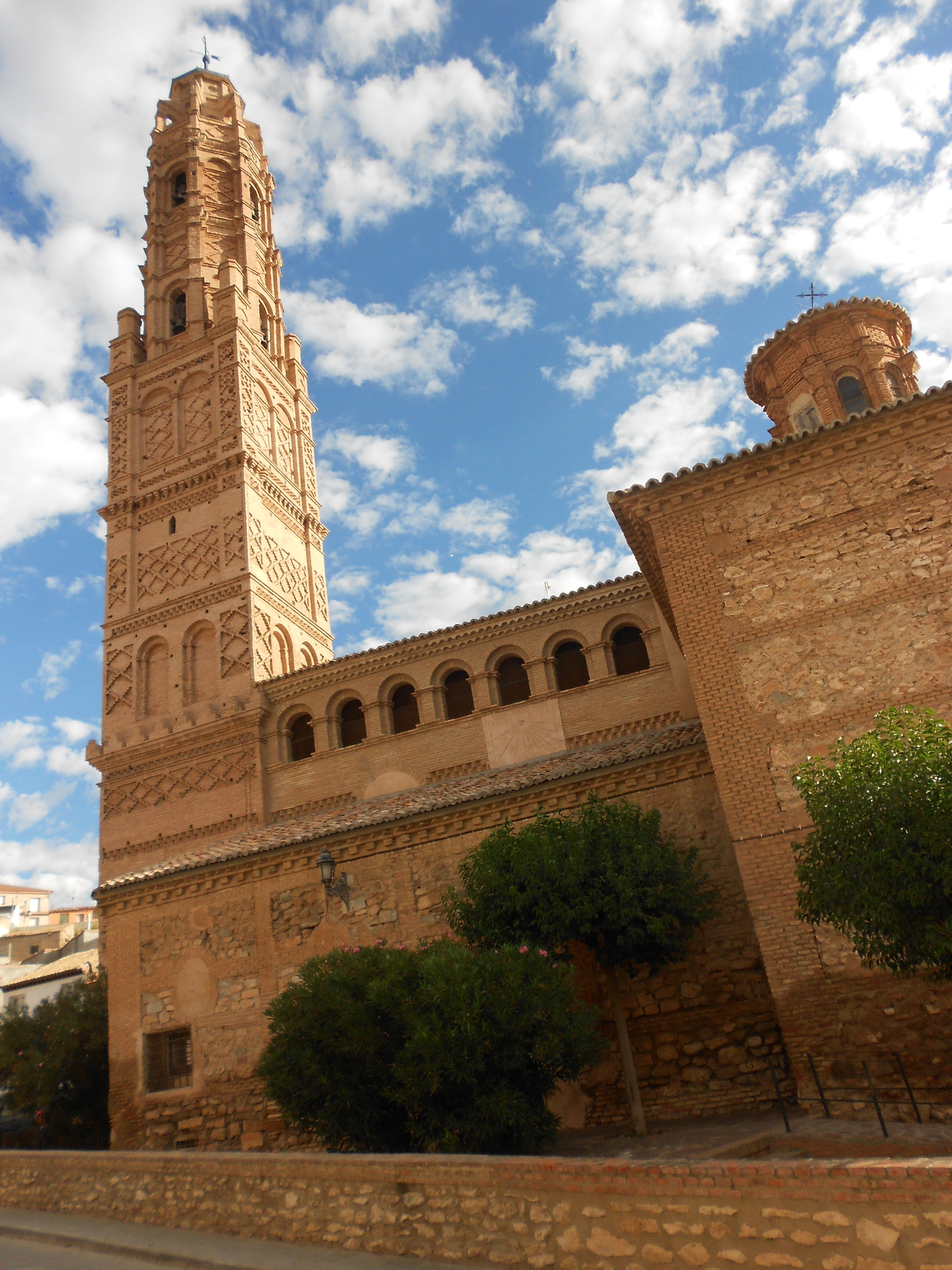
Ricla – Iglesia de la Asunción de Nuestra Señora

- Von der ehemals existierenden Burg (castillo) ist nichts mehr erhalten.
- Die Kirche La Asunción de Nuestra Señora ist eine vom 14. bis 17. Jahrhundert beinahe gänzlich aus Ziegelsteinen erbaute und der Himmelfahrt Mariens geweihte Kirche im Mudéjar-Stil. Die zunächst im Grundriss quadratischen, später dann oktogonalen Turmgeschosse gehören zum Feinsten, was der zum UNESCO-Weltkulturerbe zählende Mudéjar-Stil in Aragón[5] hervorgebracht hat. Das ca. 10 m breite rippengewölbte Kirchenschiff wird von Seitenkapellen begleitet, die ganz wesentlich zur Stabilität des Bauwerks beitragen. Der spätbarocke Hochaltar zeigt gedrehte „salomonische“ Säulen im Stil des Churriguerismus.[6][7]
- Im Jahr 2004 wurde ein paläontologisches Museum mit Saurier-Exponaten eroffnet.[8]
- Der Palacio del Conde de Castellano ist ein Adelspalast aus dem 18. Jahrhundert.

Umgebung
- Am Ortsrand finden sich mehrere gewölbte Eiskeller (neverías) zur Frischhaltung von Lebensmitteln.
- Auch einige Bildstöcke (peirónes) sind über das Gemeindegebiet verteilt.